# Dilmar Messias
Dilmar Antônio Messias (Porto Alegre, 1948) é um diretor e ator brasileiro.
Oriundo do teatro político dos anos 1970, Dilmar desenvolve intensa e variada atividade de encenador, tanto no teatro para o público adulto como para o público infanto-juvenil. A linguagem circense é a principal referência para seu trabalho e essa característica se acentua no decorrer de sua trajetória artística.
No início dos anos 1979 formou, com colegas da UFRGS, o Grupo Girassol, que ficou junto até 1976. Depois, o diretor partiu para outros trabalhos, mas, ao final dos anos 1990, criou o Circo Girassol, que seria uma "continuação" do grupo anterior.
Em 50 anos de carreira, trabalhou em mais de 60 espetáculos.
Foi responsável pela direção artística do Theatro São Pedro por duas gestões consecutivas, de 2015 a 2023, período em que foi responsável por uma agenda variada.